# Lijst van voetbalinterlands Ecuador - Paraguay
Deze lijst van voetbalinterlands is een overzicht van alle officiële voetbalwedstrijden tussen de nationale teams van Ecuador en Paraguay. De Zuid-Amerikaanse landen speelden tot op heden 41 keer tegen elkaar. Het eerste duel, een wedstrijd om de Copa América 1939, werd gespeeld in Lima (Peru) op 12 februari 1939. De laatste ontmoeting, een kwalificatiewedstrijd voor het Wereldkampioenschap voetbal 2026, vond plaats op 10 oktober 2024 in Quito.

## Wedstrijden
| №  | Plaats          | Datum             | Competitie                     | Wedstrijd          | Uitslag |
| -- | --------------- | ----------------- | ------------------------------ | ------------------ | ------- |
| 1  | Lima            | 12 februari 1939  | Copa América 1939              | Paraguay − Ecuador | 3 − 1   |
| 2  | Montevideo      | 25 januari 1942   | Copa América 1942              | Ecuador – Paraguay | 1 – 3   |
| 3  | Guayaquil       | 29 december 1947  | Copa América 1947              | Ecuador – Paraguay | 0 – 4   |
| 4  | Rio de Janeiro  | 10 april 1949     | Copa América 1949              | Paraguay – Ecuador | 1 – 0   |
| 5  | Lima            | 4 maart 1953      | Copa América 1953              | Ecuador – Paraguay | 0 – 0   |
| 6  | Santiago        | 16 maart 1955     | Copa América 1955              | Paraguay – Ecuador | 2 – 0   |
| 7  | Guayaquil       | 25 december 1959  | Copa América 1959              | Ecuador – Paraguay | 3 – 1   |
| 8  | La Paz          | 14 maart 1963     | Copa América 1963              | Ecuador – Paraguay | 1 – 3   |
| 9  | Guayaquil       | 21 december 1966  | Copa América 1967 kwalificatie | Ecuador – Paraguay | 2 – 2   |
| 10 | Asunción        | 28 december 1966  | Copa América 1967 kwalificatie | Paraguay – Ecuador | 3 – 1   |
| 11 | Guayaquil       | 24 juli 1975      | Copa América 1975              | Ecuador – Paraguay | 2 – 2   |
| 12 | Asunción        | 10 augustus 1975  | Copa América 1975              | Paraguay – Ecuador | 3 – 1   |
| 13 | Asunción        | 9 januari 1977    | Vriendschappelijk              | Paraguay – Ecuador | 2 – 0   |
| 14 | Quito           | 13 februari 1977  | Vriendschappelijk              | Ecuador – Paraguay | 2 – 1   |
| 15 | Quito           | 29 augustus 1979  | Copa América 1979              | Ecuador – Paraguay | 1 – 2   |
| 16 | Asunción        | 13 september 1979 | Copa América 1979              | Paraguay – Ecuador | 2 – 0   |
| 17 | Guayaquil       | 17 mei 1981       | WK 1982 kwalificatie           | Ecuador – Paraguay | 1 – 0   |
| 18 | Asunción        | 31 mei 1981       | WK 1982 kwalificatie           | Paraguay – Ecuador | 3 – 1   |
| 19 | Guayaquil       | 7 september 1988  | Vriendschappelijk              | Ecuador – Paraguay | 1 – 5   |
| 20 | Asunción        | 10 september 1989 | WK 1990 kwalificatie           | Paraguay – Ecuador | 2 – 1   |
| 21 | Guayaquil       | 24 september 1989 | WK 1990 kwalificatie           | Ecuador – Paraguay | 3 – 1   |
| 22 | Quito           | 26 juni 1993      | Copa América 1993              | Ecuador – Paraguay | 3 – 0   |
| 23 | Asunción        | 30 juni 1995      | Vriendschappelijk              | Paraguay – Ecuador | 1 – 0   |
| 24 | Asunción        | 10 november 1996  | WK 1998 kwalificatie           | Paraguay – Ecuador | 1 – 0   |
| 25 | Cochabamba      | 14 juni 1997      | Copa América 1997              | Ecuador – Paraguay | 2 – 0   |
| 26 | Quito           | 20 augustus 1997  | WK 1998 kwalificatie           | Ecuador – Paraguay | 2 – 1   |
| 27 | Asunción        | 3 juni 2000       | WK 2002 kwalificatie           | Paraguay – Ecuador | 3 – 1   |
| 28 | Quito           | 24 april 2001     | WK 2002 kwalificatie           | Ecuador – Paraguay | 2 – 1   |
| 29 | Asunción        | 15 november 2003  | WK 2006 kwalificatie           | Paraguay – Ecuador | 2 – 1   |
| 30 | Quito           | 27 maart 2005     | WK 2006 kwalificatie           | Ecuador – Paraguay | 5 – 2   |
| 31 | East Rutherford | 4 mei 2005        | Vriendschappelijk              | Ecuador – Paraguay | 1 – 0   |
| 32 | Asunción        | 17 november 2007  | WK 2010 kwalificatie           | Paraguay – Ecuador | 5 – 1   |
| 33 | Quito           | 1 april 2009      | WK 2010 kwalificatie           | Ecuador – Paraguay | 1 – 1   |
| 34 | Santa Fe        | 3 juli 2011       | Copa América 2011              | Ecuador – Paraguay | 0 – 0   |
| 35 | Asunción        | 11 november 2011  | WK 2014 kwalificatie           | Paraguay – Ecuador | 2 – 1   |
| 36 | Quito           | 26 maart 2013     | WK 2014 kwalificatie           | Ecuador − Paraguay | 4 − 1   |
| 37 | Quito           | 24 maart 2016     | WK 2018 kwalificatie           | Ecuador − Paraguay | 2 − 2   |
| 38 | Asunción        | 23 maart 2017     | WK 2018 kwalificatie           | Paraguay − Ecuador | 2 − 1   |
| 39 | Quito           | 2 september 2021  | WK 2022 kwalificatie           | Ecuador − Paraguay | 2 − 0   |
| 40 | Asunción        | 24 maart 2022     | WK 2022 kwalificatie           | Paraguay − Ecuador | 3 − 1   |
| 41 | Quito           | 10 oktober 2024   | WK 2026 kwalificatie           | Ecuador − Paraguay | 0 – 0   |
| 42 | Asunción        | 4 september 2025  | WK 2026 kwalificatie           | Paraguay − Ecuador |         |

## Samenvatting
| Competitie                | Totaal gespeeld | Winst Ecuador | Gelijk | Winst Paraguay | Doelsaldo Ecuador – Paraguay |
| ------------------------- | --------------- | ------------- | ------ | -------------- | ---------------------------- |
| WK-kwalificatie           | 19              | 7             | 3      | 9              | 30 − 32                      |
| Copa América              | 17              | 3             | 4      | 10             | 15 − 26                      |
| Copa América-kwalificatie | 2               | 0             | 1      | 1              | 3 − 5                        |
| Vriendschappelijk         | 5               | 2             | 0      | 3              | 4 − 9                        |
| Totaal                    | 41              | 12            | 7      | 22             | 52 − 72                      |

Wedstrijden bepaald door strafschoppen worden, in lijn met de FIFA, als een gelijkspel gerekend.

## Details

### Vijfde ontmoeting
| Copa América 1953 (Lima, Peru, 4 maart 1953): |              | |
| Ecuador | 0 – 0        | Paraguay |
| | goals        | |
| Gregorio Esperón | bondscoach   | Manuel Fleitas Solich |
| Alfredo Bonnard Carlos Sánchez Jorge Henríquez Heráclides Marín Jorge Izaguirre Ricardo Riveros Daniel Pinto José Vargas José Vicente Balseca Luis Marañón Raúl Pío de la Torre ??' | opstellingen | Carlos Adolfo Riquelme Antonio Cabrera Manuel Gavilán Robustiano Maciel Ireneo Hermosilla Victoriano Leguizamón Ángel Berni Antonio Ramón Gómez ??' Atilio López ??' Juan Ángel Romero Rubén Fernández |
| Eduardo Guzmán ??' | wissels      | ??' Luis Lacasa ??' Milner Ayala |

### 22ste ontmoeting
| Copa América 1993 (Quito, Ecuador, 26 juni 1993): |              | |
| Ecuador | 3 – 0        | Paraguay |
| Eduardo Hurtado 33' Mario César Ramírez 43' (e.d.) Raúl Avilés 81' | goals        | |
| Dušan Drašković | bondscoach   | Alicio Solalinde |
| Víctor Mendoza Jimmy Montanero Luis Capurro Raúl Noriega Álex Aguinaga 77' Héctor Carabalí Nixon Carcelén Ángel Fernández 79' Carlos Muñoz Eduardo Hurtado Raúl Avilés | opstellingen | José Luis Chilavert Celso Ayala Mario César Ramírez Silvio Suárez Teófilo Barrios Estanislao Struway 60' Gustavo Sotelo Jorge Amado Núñes 60' Luis Monzón Vidal Sanabria Roberto Cabañas |
| José Gavica 77' Iván Hurtado 79' | wissels      | 60' Roberto Acuña 60' Gabriel González |
| | rode kaarten | 51' Estanislao Struway |
| - Carlos Muñoz (Ecuador) mist strafschop in 73ste minuut. |              | |

### 23ste ontmoeting
| Vriendschappelijk (Asunción, Paraguay, 30 juni 1995): |       |         |
| Paraguay                                              | 1 – 0 | Ecuador |
| Roberto Acuña 46'                                     | goals |         |

### 29ste ontmoeting
| WK 2006 kwalificatie (Asunción, Paraguay, 15 november 2003): |              | |
| Paraguay | 2 – 1        | Ecuador |
| Roque Santa Cruz 30' José Cardozo 71' | goals        | 59' Edison Méndez |
| Aníbal Ruíz | bondscoach   | Hernán Darío Gómez |
| Justo Villar Francisco Arce Julio César Cáceres Carlos Gamarra Denis Caniza Carlos Bonet 73' Carlos Paredes Ángel Ortiz Jorge Luis Campos 62' Roque Santa Cruz José Cardozo 87' | opstellingen | José Cevallos Ulises de la Cruz Iván Hurtado Geovanny Espinoza Kléber Corozo Luis Gómez 83' Edwin Tenorio Edison Méndez 73' Paul Ambrossi Ebelio Ordoñez Cléber Chalá |
| Nelson Cuevas 62' Diego Gavilán 73' Guido Alvarenga 87' | wissels      | 73' Franklin Salas 83' Ángel Fernández |
| | gele kaarten | 78' Luis Gómez |

### 30ste ontmoeting
| WK 2006 kwalificatie (Quito, Ecuador, 27 maart 2005):                                           |       |                                             |
| Ecuador                                                                                         | 5 – 2 | Paraguay                                    |
| Luis Valencia 32' Edison Méndez 45' Edison Méndez 48' Luis Valencia 50' Marlon Ayoví 76' (pen.) | goals | 9' (pen.) José Cardozo 14' Salvador Cabañas |

### 31ste ontmoeting
| Vriendschappelijk (East Rutherford, Verenigde Staten, 4 mei 2005): |       |          |
| Ecuador                                                            | 1 – 0 | Paraguay |
| Edison Méndez 51'                                                  | goals |          |

### 32ste ontmoeting
| WK 2010 kwalificatie (Asunción, Paraguay, 17 november 2007):                                     |       |                   |
| Paraguay                                                                                         | 5 – 1 | Ecuador           |
| Nelson Valdez 8' Cristian Riveros 26' Roque Santa Cruz 50' Néstor Ayala 82' Cristian Riveros 87' | goals | 79' Iván Kaviedes |

### 33ste ontmoeting
| WK 2010 kwalificatie (Quito, Ecuador, 1 april 2009): |       |                     |
| Ecuador                                              | 1 – 1 | Paraguay            |
| Christian Noboa 63'                                  | goals | 90+3' Edgar Benítez |

### 34ste ontmoeting
| Copa América 2011 (Santa Fe, Argentinië, 3 juli 2011): |       |          |
| Ecuador                                                | 0 – 0 | Paraguay |
|                                                        | goals |          |

### 35ste ontmoeting
| WK 2014 kwalificatie (Asunción, Paraguay, 11 november 2011): |       |                |
| Paraguay                                                     | 2 – 1 | Ecuador        |
| Cristian Riveros 47' Darío Verón 57'                         | goals | 90' Joao Rojas |

### 36ste ontmoeting
| WK 2014 kwalificatie (Quito, Ecuador, 26 maart 2013):                               |       |                    |
| Ecuador                                                                             | 4 – 1 | Paraguay           |
| Felipe Caicedo 38' Jefferson Montero 50' Cristian Benítez 54' Jefferson Montero 75' | goals | 15' Luis Caballero |

FEF · A-internationals · Bondscoaches · Selecties · Statistieken · Ecuadoraans vrouwenelftal · Olympisch elftal · Ecuador U21 · Ecuador U20 · Ecuador U18 · Ecuador U17
1938 – 1949 ·
1950 – 1959 ·
1960 – 1969 ·
1970 – 1979 ·
1980 – 1989 ·
1990 – 1999 ·
2000 – 2009 ·
2010 – 2019 ·
2020 − 2029
WK 2002 · 
WK 2006 · 
WK 2014
1938 · 
1939 · 
1940 · 
1941 · 
1942 · 
1943 · 1944 · 
1945 · 
1946 · 
1947 · 
1948 · 
1949 · 
1950 · 1951 · 1952 · 
1953 · 
1954 · 
1955 · 
1956 · 
1957 · 
1958 · 
1959 · 
1960 · 
1961 · 1962 · 
1963 · 
1964 · 
1965 · 
1966 · 
1967 · 1968 · 
1969 · 
1970 · 
1971 · 
1972 · 
1973 · 
1974 · 
1975 · 
1976 · 
1977 · 
1978 · 
1979 · 
1980 · 
1981 · 
1982 · 
1983 · 
1984 · 
1985 · 
1986 · 
1987 · 
1988 · 
1989 · 
1990 · 
1991 · 
1992 · 
1993 · 
1994 · 
1995 · 
1996 · 
1997 · 
1998 · 
1999 · 
2000 · 
2001 · 
2002 · 
2003 · 
2004 · 
2005 · 
2006 · 
2007 · 
2008 · 
2009 · 
2010 · 
2011 · 
2012 · 
2013 · 
2014 · 
2015 · 
2016 · 
2017 ·
2018 ·
2019 ·
2020 ·
2021 ·
2022
Argentinië ·
Armenië ·
Australië ·
Bolivia · 
Brazilië ·
Bulgarije ·
Canada ·
Chili ·
Colombia ·
Costa Rica ·
Cuba ·
Denemarken ·
DDR ·
Duitsland ·
El Salvador ·
Engeland ·
Estland ·
Finland ·
Frankrijk ·
Griekenland ·
Guatemala ·
Haïti ·
Honduras ·
Ierland ·
Irak ·
Iran ·
Italië ·
Jamaica ·
Japan ·
Joegoslavië ·
Jordanië ·
Kaapverdië ·
Koeweit ·
Kroatië · 
Libanon ·
Mexico ·
Nederland ·
Nigeria ·
Noord-Macedonië ·
Oeganda ·
Oman ·
Panama ·
Paraguay ·
Peru ·
Polen ·
Portugal ·
Qatar ·
Roemenië ·
Saoedi-Arabië ·
Schotland ·
Senegal ·
Spanje ·
Trinidad en Tobago ·
Turkije · 
Uruguay ·
Venezuela ·
Verenigde Staten ·
Wit-Rusland ·
Zambia ·
Zuid-Afrika ·
Zuid-Korea ·
Zweden ·
Zwitserland
Costa Rica (2006) · 
Duitsland (2006) · 
Engeland (2006) · 
Frankrijk (2014) · 
Honduras (2014) · 
Nederland (2022) · 
Polen (2006) · 
Qatar (2022) · 
Zwitserland (2014)
APF · A-internationals · Selecties · Bondscoaches · Paraguayaans vrouwenelftal · Paraguay U21 · Paraguay U20 · Paraguay U19 · Paraguay U18 · Paraguay U17
1919 – 1929 · 
1930 – 1939 · 
1940 – 1949 · 
1950 – 1959 · 
1960 – 1969 · 
1970 – 1979 · 
1980 – 1989 · 
1990 – 1999 · 
2000 – 2009 · 
2010 – 2019 ·
2020 − 2029
WK 1930 · 
WK 1950 · 
WK 1958 · 
WK 1986 · 
WK 1998 · 
WK 2002 · 
WK 2006 · 
WK 2010
OS 1992 · 
OS 2004
1919 · 
1920 · 
1921 · 
1922 · 
1923 · 
1924 · 
1925 · 
1926 · 
1927 · 
1928 · 
1929 · 
1930 · 
1931 · 
1932–1936 · 
1937 · 
1938 · 
1939 · 
1940 · 
1941 · 
1942 · 
1943 · 
1944 · 
1945 · 
1946 · 
1947 · 
1948 · 
1949 · 
1950 · 
1951–1952 · 
1953 · 
1954 · 
1955 · 
1956 · 
1957 · 
1958 · 
1959 · 
1960 · 
1961 · 
1962 · 
1963 · 
1964 · 
1965 · 
1966 · 
1967 · 
1968 · 
1969 · 
1970 · 
1971 · 
1972 · 
1973 · 
1974 · 
1975 · 
1976 · 
1977 · 
1978 · 
1979 · 
1980 · 
1981 · 
1982 · 
1983 · 
1984 · 
1985 · 
1986 · 
1987 · 
1988 · 
1989 · 
1990 · 
1991 · 
1992 · 
1993 · 
1994 · 
1995 · 
1996 · 
1997 · 
1998 · 
1999 · 
2000 · 
2001 · 
2002 · 
2003 · 
2004 · 
2005 · 
2006 · 
2007 · 
2008 · 
2009 · 
2010 · 
2011 · 
2012 · 
2013 · 
2014 · 
2015 · 
2016 ·
2017 ·
2018 ·
2019 ·
2020 ·
2021 ·
2022
Argentinië ·
Armenië ·
Australië ·
Bahrein ·
België ·
Bolivia ·
Bosnië en Herzegovina · 
Brazilië ·
Bulgarije ·
Canada ·
Chili ·
China ·
Colombia ·
Costa Rica ·
Denemarken ·
Duitsland ·
Ecuador ·
El Salvador ·
Engeland ·
Frankrijk ·
Georgië ·
Griekenland ·
Guadeloupe ·
Guatemala ·
Honduras ·
Hongarije ·
Hongkong ·
Ierland ·
Indonesië ·
Irak ·
Iran ·
Italië ·
Ivoorkust ·
Jamaica ·
Japan ·
Joegoslavië ·
Jordanië ·
Kameroen ·
Marokko ·
Mexico ·
Nederland ·
Nicaragua ·
Nieuw-Zeeland ·
Nigeria ·
Noord-Korea ·
Noord-Macedonië ·
Noorwegen ·
Oman ·
Oostenrijk ·
Panama ·
Peru ·
Polen ·
Portugal ·
Qatar ·
Roemenië ·
Saoedi-Arabië ·
Schotland ·
Servië ·
Slovenië ·
Slowakije ·
Spanje ·
Togo ·
Trinidad en Tobago ·
Tsjechië ·
Turkije ·
Uruguay ·
Venezuela ·
Verenigde Arabische Emiraten ·
Verenigde Staten ·
Wales ·
Zuid-Afrika ·
Zuid-Korea ·
Zweden
Engeland (2006) · 
Italië (2010) · 
Slovenië (2002) · 
Spanje (2002) · 
Trinidad en Tobago (2006) · 
Zuid-Afrika (2002) · 
Zweden (2006)